# Солсбері (Міссурі)
Солсбері (англ. Salisbury) — місто (англ. city) в США, в окрузі Черітон штату Міссурі. Населення — 1563 особи (2020).

## Географія
Солсбері розташоване за координатами 39°25′24″ пн. ш. 92°48′9″ зх. д. / 39.42333° пн. ш. 92.80250° зх. д. (39.423275, -92.802529).  За даними Бюро перепису населення США в 2010 році місто мало площу 3,44 км², уся площа — суходіл.

## Демографія
Згідно з переписом 2010 року, у місті мешкало 1618 осіб у 698 домогосподарствах у складі 431 родини. Густота населення становила 470 осіб/км².  Було 830 помешкань (241/км²).
Расовий склад населення:
| - 96,3 % — білих - 2,1 % — чорних або афроамериканців - 0,5 % — корінних американців - 0,1 % — азіатів |

До двох чи більше рас належало 0,9 %. Частка іспаномовних становила 0,2 % від усіх жителів.
За віковим діапазоном населення розподілялося таким чином: 25,4 % — особи молодші 18 років, 54,9 % — особи у віці 18—64 років, 19,7 % — особи у віці 65 років та старші. Медіана віку мешканця становила 40,2 року. На 100 осіб жіночої статі у місті припадало 88,4 чоловіків;  на 100 жінок у віці від 18 років та старших — 81,2 чоловіків також старших 18 років.
Середній дохід на одне домашнє господарство  становив 45 798 доларів США (медіана — 32 036), а середній дохід на одну сім'ю — 59 797 доларів (медіана — 41 548). Медіана доходів становила 41 818 доларів для чоловіків та 25 042 долари для жінок. За межею бідності перебувало 25,8 % осіб, у тому числі 30,7 % дітей у віці до 18 років та 24,8 % осіб у віці 65 років та старших.
Цивільне працевлаштоване населення становило 703 особи. Основні галузі зайнятості: освіта, охорона здоров'я та соціальна допомога — 27,5 %, роздрібна торгівля — 17,8 %, виробництво — 11,1 %, транспорт — 8,7 %.